# Dendrochilum angustipetalum
Dendrochilum angustipetalum är en orkidéart som beskrevs av Oakes Ames. Dendrochilum angustipetalum ingår i släktet Dendrochilum och familjen orkidéer. Inga underarter finns listade i Catalogue of Life.